# Universidad Nacional de Entre Ríos
La Universidad Nacional de Entre Ríos (UNER) es una universidad pública argentina con rectorado en la ciudad de Concepción del Uruguay, provincia de Entre Ríos. Posee también sedes en las ciudades de Paraná, Oro Verde, Gualeguaychú, Concordia y Villaguay, todas en la misma provincia.
Fue fundada por Ley n.º 20.366 del 10 de mayo de 1973, como parte del «Plan Taquini», el programa de reorganización de la educación que llevaría a la fundación de las Universidades Nacionales de Jujuy, La Pampa, Lomas de Zamora, Catamarca, Luján, Misiones, Salta, San Juan, San Luis y Santiago del Estero. 

## Historia
Durante las décadas de 1950 y 1960, en la provincia de Entre Ríos una serie de sectores sociales, políticos y académicos venían ejerciendo presiones de todo tipo en favor de la creación de una universidad en la provincia. Los argumentos que estos actores esgrimían se centraban fundamentalmente en la necesidad de contar con una institución académica que aporte el conocimiento científico y técnico requerido para el desarrollo de la región; y en la importancia de hallar un freno a la emigración de la población más joven, la que por décadas se encontró ante la disyuntiva de tener que abandonar su provincia natal para poder acceder a los estudios de nivel superior en las Universidades Nacionales de Rosario, Buenos Aires y Santa Fe.
Estas iniciativas encontrarán un decisivo impulso a partir de 1972, cuando el Gobierno de la Provincia encabezado por el Brigadier Ricardo Favre, solicite formalmente al Ministro de Cultura y Educación de la Nación Gustavo Malek, la creación de una universidad en el territorio entrerriano. Esta solicitud fue acompañada de una serie de petitorios que llegaron directamente a manos del Presidente de la Nación, General Alejandro Agustín Lanusse en su paso por la ciudad de Paraná en septiembre de 1972.
La respuesta del Gobierno Nacional fue crear en noviembre de 1972, la Comisión Nacional para el Estudio de Factibilidad de Creación de la Universidad Nacional de Entre Ríos, integrada por autoridades nacionales, del gobierno de la Provincia de Entre Ríos, del Consejo de Rectores de Universidades Nacionales y por representantes de los grupos promotores de la costa del Paraná (Comisión Pro-Universidad Nacional de Entre Ríos) y del Uruguay (Fundación Pro-Universidad de Gualeguaychú).
Finalmente, en mayo de 1973 la Comisión de Factibilidad presentó ante el ministro de Cultura y Educación de la Nación el Proyecto de Ley que contemplaba la creación de la Universidad Nacional de Entre Ríos a partir de la integración de las unidades académicas que en la provincia dependían de la Universidad Nacional del Litoral, de las facultades de la Pontificia Universidad Católica Argentina que funcionaban en Paraná, de la Escuela de Servicio Social dependiente del Gobierno de la Provincia de Entre Ríos y de la Escuela Superior de Bromatología, de la ciudad de Gualeguaychú. 

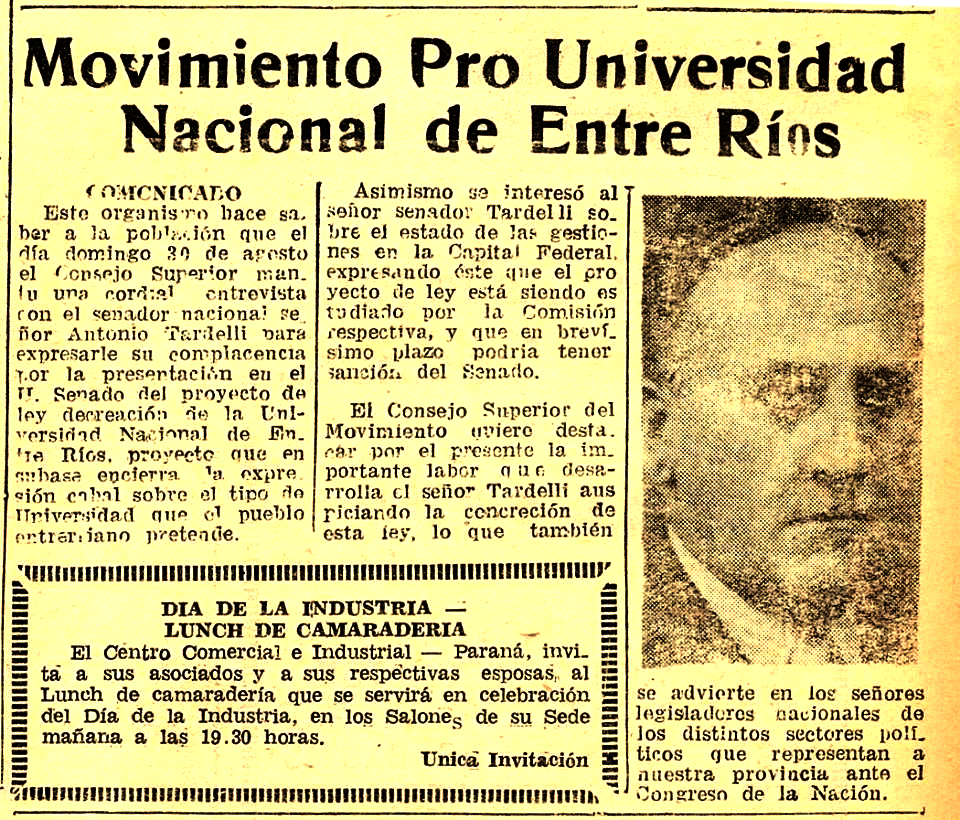
Recorte del Diario "La Acción" del 01/09/1964 donde se da cuenta de las gestiones realizadas ante el Senado de la Nación para la creación de la UNER.

De esta forma, los principales centros urbanos de la Provincia pasaban a contar con al menos un establecimiento universitario público. La conveniencia de este esquema se destaca en la fundamentación que acompaña al texto de la Ley n.º 20.366:

«Uno de los factores determinantes de esa creación está dado por la zona de influencia de la nueva Universidad Nacional con la que se tiende a asegurar la ampliación de la igualdad de oportunidades en materia educativa para la población comprendida en su área y brindar los instrumentos adecuados para promover el desarrollo de la investigación científica y técnica dentro de un ámbito de características propias»
Gustavo Malek
Ministro de Cultura y Educación de la Nación

Unidades Académicas iniciales de la UNER:
| Unidad Académica                          | Institución de Origen                     | Localidad              | Carrera                               |
| ----------------------------------------- | ----------------------------------------- | ---------------------- | ------------------------------------- |
| Facultad de Ciencias de la Administración | Universidad Nacional del Litoral          | Concordia              | Lic. en Ciencias de la Administración |
| Instituto de Tecnología de Alimentos      | Universidad Nacional del Litoral          | Concordia              | Ingeniería en alimentos               |
| Facultad de Ciencias Agropecuarias        | Universidad Nacional del Litoral          | Oro Verde              | Ingeniería Agronómica                 |
| Facultad de Ciencias de la Educación      | Universidad Nacional del Litoral          | Paraná                 | Prof. en Ciencias de la Educación     |
| Facultad de Ciencias Económicas           | Pontificia Universidad Católica Argentina | Paraná                 | Contaduría                            |
| Facultad de Ingeniería                    | Pontificia Universidad Católica Argentina | Oro Verde              | Bioingeniería                         |
| Escuela de Servicio Social                | Gobierno de la Provincia de Entre Ríos    | Paraná                 | Trabajo social                        |
| Escuela de Bromatología                   | Institución Privada                       | Gualeguaychú           | Tecnicatura en Bromatología           |
| Facultad de Ciencias de la Salud          | Universidad Nacional de Entre Ríos        | Concepción del Uruguay | Ciencias de la Salud                  |

## Sedes
Las facultades de la Universidad Nacional de Entre Ríos se encuentran repartidas en cinco ciudades:
| Sede                   | Dependencia                               |
| ---------------------- | ----------------------------------------- |
| Gualeguaychú           | Facultad de Bromatología                  |
| Concordia              | Facultad de Ciencias de la Administración |
| Concordia              | Facultad de Ciencias de la Alimentación   |
| Paraná                 | Facultad de Ciencias Económicas           |
| Paraná                 | Facultad de Ciencias de la Educación      |
| Paraná                 | Facultad de Trabajo Social                |
| Oro Verde              | Facultad de Ingeniería                    |
| Oro Verde              | Facultad de Ciencias Agropecuarias        |
| Concepción del Uruguay | Facultad de Ciencias de la Salud          |

## Facultades y carreras
En la actualidad, la Universidad Nacional de Entre Ríos dispone de una amplia oferta académica de estudios de pregrado y grado en cada una de sus seis sedes académicas.
| Dependencia                               | Título intermedio / Tecnicatura | Carrera de Grado | Carrera de Posgrado |
| ----------------------------------------- | --- | --- | --- |
| Facultad de Bromatología                  | - Técnico en Control Bromatológico (Cohorte cerrada a mayo de 2016). - Tecnicatura Universitaria en Química. - Tecnicatura en Gestión Gastronómica (Cohorte cerrada a mayo de 2016). - Tecnicatura Universitaria en Alimentación Animal (Cohorte cerrada a mayo de 2016). | - Licenciatura en Bromatología. - Licenciatura en Nutrición. | - Especialización en Docencia en Salud y en Alimentación (Cohorte cerrada a junio de 2016). |
| Facultad de Ciencias Agropecuarias        | - Tecnicatura Universitaria en Manejo de Granos y Semillas (Cohorte cerrada a mayo de 2016). - Tecnicatura Universitaria en Organización de Empresas Agropecuarias. | - Ingeniería Agronómica. | - Especialización en Alta Dirección de Agronegocios y Alimentos. - Maestría en Agronegocios y Alimentos. |
| Facultad de Ciencias de la Administración | - Programador de Sistemas. - Tecnicatura en Turismo. - Tecnicatura en Gestión y Administración Municipal. | - Contador Público. - Licenciatura en Turismo. - Licenciatura en Ciencias de la Administración. - Profesorado en Portugués. - Licenciatura en Sistemas. - Profesorado en Informática. - Profesorado en Ciencias Económicas. | - Especialización en la Gestión de Pequeñas y Medianas Empresas (PyMES) (Inscripción cerrada a junio de 2016). - Especialización Tributaria para el Mercado Común del Sur (Inscripción cerrada a junio de 2016). - Especialización en la Innovación y la Vinculación Tecnológica (Inscripción cerrada a junio de 2016). - Maestría en Sistemas de Información (Inscripción cerrada a junio de 2016). - Especialización en Impuestos (Proyecto en evaluación por parte de CONEAU).                                                                 |
| Facultad de Ciencias de la Alimentación   | - Tecnicatura Superior en Tecnología en Alimentos. - Tecnicatura en Gestión Gastronómica. - Tecnicatura Superior en Tecnología Avícola (Cohorte cerrada a mayo de 2016). - Tecnicatura Universitaria en Mecatrónica (Cohorte cerrada a mayo de 2016). - Tecnicatura Superior en Tecnología Arrocera (Cohorte cerrada a mayo de 2016). - Tecnicatura Universitaria en Calidad e Inocuidad Agroalimentaria (Cohorte cerrada a mayo de 2016).                                                         | - Ingeniería en Alimentos. - Ingeniería en Mecatrónica - Profesorado Universitario en Matemática | |
| Facultad de Ciencias Económicas           | - Tecnicatura Universitaria en Seguros (Cohorte cerrada a mayo de 2016). - Tecnicatura Universitaria en Gestión y Administración Pública. - Tecnicatura Universitaria en Gestión de Negocios Internacionales (Cohorte cerrada a mayo de 2016). | - Contador Público Nacional. - Licenciatura en Economía. | - Especialización en Costos y Gestión Empresarial. - Especialización en Sindicatura Concursal. - Especialización en Contabilidad y Auditoría. - Especialización en Metodología de la Investigación. - Especialización en Desarrollo Industrial Sustentable y Tecnología. |
| Facultad de Ciencias de la Educación      | - Tecnicatura en Comunicación Social (Título intermedio de la Licenciatura en Comunicación Social). - Tecnicatura en Gestión Cultural . - Tecnicatura en Producción Editorial . | - Licenciatura en Ciencias de la Educación. - Profesorado en Ciencias de la Educación. - Licenciatura en Comunicación Social. - Licenciatura en Educación Primaria (carrera a término). - Licenciatura en Educación Inicial (carrera a término). - Licenciatura en Análisis e Intervención en Instituciones Educativas (carrera a término). | - Doctorado en Educación (cohorte cerrada). - Maestría en Educación y Desarrollo Rural . - Maestría en Pedagogía y Psicoanálisis (Cohorte cerrada). - Maestría en Docencia Universitaria . - Maestría en Educación (Cohorte cerrada). - Maestría en Comunicación (Cohorte cerrada). - Especialización en Educación y Desarrollo Rural. - Especialización en Docencia Universitaria . - Especialización en Políticas de Infancias y Juventudes (Cohorte cerrada). - Especialización en Producción de Contenidos y Ambientes Digitales Educativos.. |
| Facultad de Ingeniería                    | - Tecnicatura en Medicina Nuclear. | - Bioingeniería. - Licenciatura en Bioinformática. - Ingeniería en transporte. | - Maestría en Ingeniería Biomédica. - Especialización en Ingeniería Clínica (Proyecto presentado a evaluación por parte de CONEAU). |
| Facultad de Ciencias de la Salud          | - Tecnicatura Universitaria en Promoción de la Salud (Título Intermedio de Medicina). - Enfermería (Título intermedio de la Licenciatura en Enfermería). - Instrumentación Quirúrgica. - Profesionalización de Auxiliares de Enfermería. - Tecnicatura en Salud Ambiental (Título intermedio de la Licenciatura en Salud Ambiental). - Técnicatura Diagnóstico por Imágenes (Cohorte cerrada a mayo de 2016). - Técnicatura en Laboratorios de Análisis Clínicos (Cohorte cerrada a mayo de 2016). | - Licenciatura Binacional en Obstetricia. - Licenciatura en Kinesiología y Fisiatría (Dictada en la ciudad de Villaguay). - Licenciatura en Enfermería. - Licenciatura en Salud Ambiental. - Medicina. | - Especialización en Termalismo-Hidrología Médica (Inscripción cerrada a junio de 2016). - Especialización en Salud y Comunitaria (Acreditación y validez del título en trámite). - Maestría en Salud familiar y Comunitaria. |
| Facultad de Trabajo Social                | - Tecnicatura Universitaria Interpretación de Lengua de Señas Argentina-Español. - Tecnicatura Universitaria en Administración de Instituciones Estatales (Cohorte cerrada a mayo de 2016). | - Licenciatura en Ciencia Política. - Licenciatura en Trabajo Social. | - Maestría en Salud Mental. - Maestría en Trabajo Social. - Maestría en Evaluación de Políticas Públicas (Proyecto en evaluación por parte de CONEAU). - Especialización en Políticas Públicas de Niñez, Adolescencia y Familia. - Especialización en Gerontología. |

Posgrados Interinstitucionales:
- Doctorado en Ingeniería (desarrollado en forma conjunta entre las Facultades de Ingeniería, Ciencias Agropecuarias y Ciencias de la Alimentación).
- Doctorado en Ciencias Sociales (desarrollado en forma conjunta entre las Facultades de Trabajo Social, Ciencias de la Educación y Ciencias Económicas).

## Investigación

### Becas
La UNER ofrece una serie de becas para ingresantes y cursantes de sus carreras. Las becas de formación permiten al estudiante participar de un máximo de 10 horas semanales de docencia, investigación, extensión o gestión vinculadas a proyectos de la universidad. Las becas de estudio, por su parte, son un apoyo económico para que la persona pueda realizar sus estudios.

### Áreas de investigación
La Facultad de Ingeniería cuenta con diversos laboratorios dedicados a la investigación en ingeniería biomédica. Además en 2017 se creó el Instituto de Investigación y Desarrollo en Bioingeniería y Bioinformática de doble dependendencia entre la universidad y Conicet. Algunos de los desarrollos de frontera llevados a cabo en la facultad son:
- Software para diagnósticos prequirúrgicos: Especialistas del Laboratorio de Biomecánica y del Instituto de Rehabilitación y Educación Terapéutica FLENI-UNER desarrollaron un software que permite una correcta clasificación de los pacientes que presentan una marcha agazapada como consecuencia de parálisis cerebral. El nuevo modelo biomecánico permite determinar con precisión si estos pacientes requieren una operación de alargamiento de los músculos isquiosurales y evitar intervenciones quirúrgicas nocivas e innecesarias.[8]

- Plataforma de interfaces cerebro-computadora: Especialistas del Laboratorio de Ingeniería de la UNER en Rehabilitación e Investigaciones Neuromusculares y Sensoriales de la UNER trabajan en la creación de una Plataforma para simulación de aplicaciones robóticas de sistemas Interfaces Cerebro Computadora. Estos sistemas permiten establecer un canal de comunicación entre el cerebro y un ordenador, sin necesidad de otra vía natural como por ejemplo, músculos o actividad en nervios periféricos. El proyecto es inédito en el país y se desarrolla en colaboración con profesionales de la UNLP.[9]

## Sistema Integrado de Radios (SIRUNER)

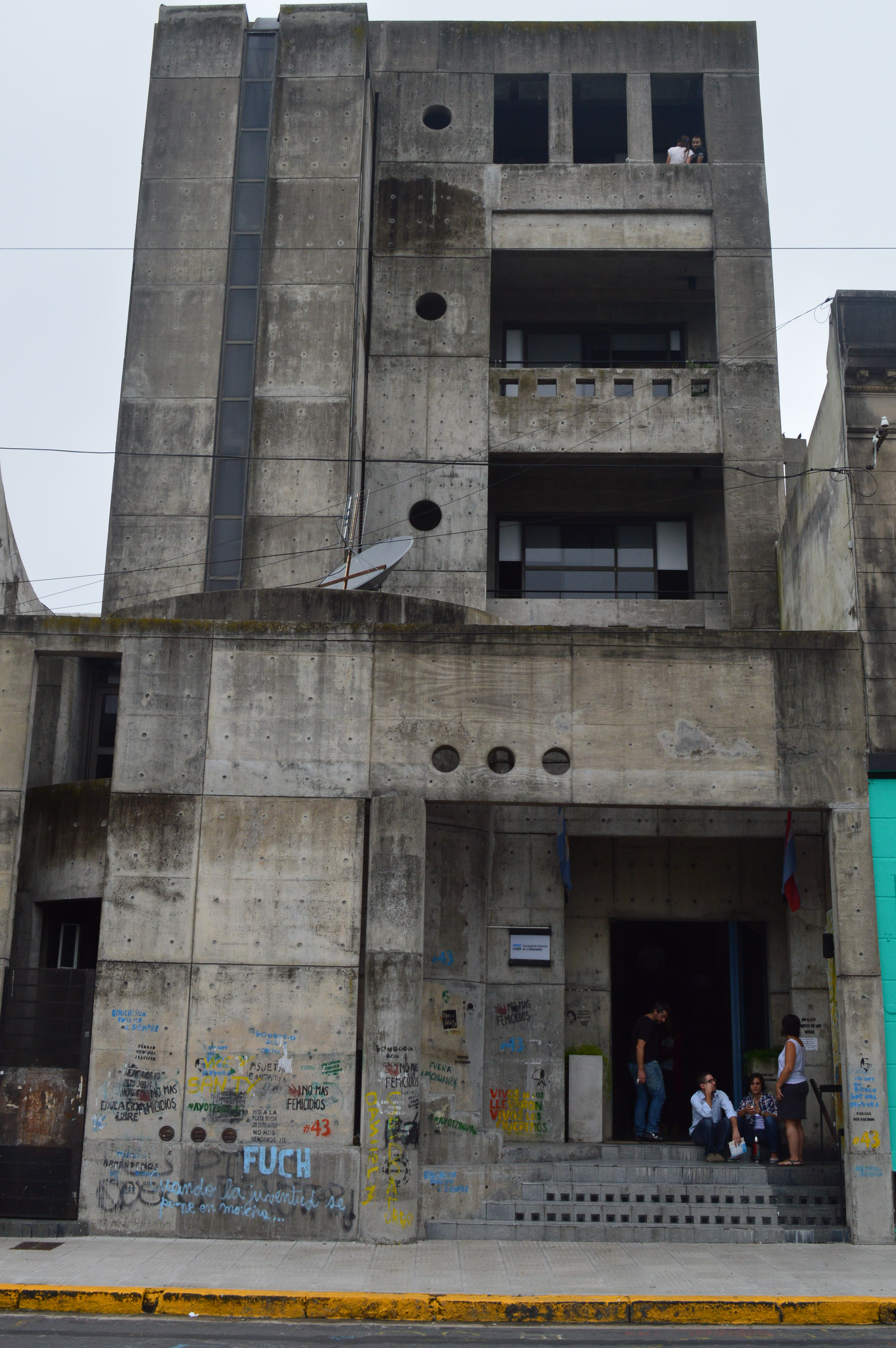
Facultad de Ciencias de la Educación, en Paraná.

La Universidad dispone de un Sistema Integrado de Radios (SIRUNER) que consta, en la actualidad, de tres emisoras de frecuencia modulada: 
- FM 91.3 en la ciudad de Concepción del Uruguay.
- FM 97.3 en la ciudad de Concordia.
- FM 100.3 en la ciudad de Paraná.

Creado en 2008, el SIRUNER fue concebido como un medio de fortalecimiento de los vínculos comunicativos entre la Universidad y la sociedad civil. Los contenidos de su programación están orientados a la promoción y difusión de diferentes expresiones culturales, a la divulgación del conocimiento científico y tecnológico producido por la Universidad, y a la difusión de las distintas actividades y proyectos de extensión universitaria.
Por otro lado, el SIRUNER se encuentra adherido a la Asociación de Radiodifusoras Universitarias Nacionales Argentinas (ARUNA), organismo que está compuesto por más de 35 emisoras radiales de diversas Universidades Nacionales de la República Argentina.

## Estadísticas
| 2229 |

|  |

|  |

|  |

|  |

| 2229 |

|  |

|  |

|  |

|  |

| 3670 |

|  |

|  |

|  |

|  |

| 3670 |

|  |

|  |

|  |

|  |

| 5465 |

|  |

|  |

|  |

|  |

| 5465 |

|  |

|  |

|  |

|  |

| 7437 |

|  |

|  |

|  |

|  |

| 7437 |

|  |

|  |

|  |

|  |

| 11186 |

|  |

|  |

|  |

|  |

| 11186 |

|  |

|  |

|  |

|  |

| 13766 |

|  |

|  |

|  |

|  |

| 13766 |

|  |

|  |

|  |

|  |

| 13597 |

|  |

|  |

|  |

|  |

| 13597 |

|  |

|  |

|  |

|  |

| 17229 |

|  |

|  |

|  |

|  |

| 17229 |

|  |

|  |

|  |

|  |

| 2229 |

|  |

|  |

|  |

|  |

| 2229 |

|  |

|  |

|  |

|  |

| 3670 |

|  |

|  |

|  |

|  |

| 3670 |

|  |

|  |

|  |

|  |

| 5465 |

|  |

|  |

|  |

|  |

| 5465 |

|  |

|  |

|  |

|  |

| 7437 |

|  |

|  |

|  |

|  |

| 7437 |

|  |

|  |

|  |

|  |

| 11186 |

|  |

|  |

|  |

|  |

| 11186 |

|  |

|  |

|  |

|  |

| 13766 |

|  |

|  |

|  |

|  |

| 13766 |

|  |

|  |

|  |

|  |

| 13597 |

|  |

|  |

|  |

|  |

| 13597 |

|  |

|  |

|  |

|  |

| 17229 |

|  |

|  |

|  |

|  |

| 17229 |

|  |

|  |

|  |

|  |

| 2229 |

|  |

|  |

|  |

|  |

| 2229 |

|  |

|  |

|  |

|  |

| 3670 |

|  |

|  |

|  |

|  |

| 3670 |

|  |

|  |

|  |

|  |

| 5465 |

|  |

|  |

|  |

|  |

| 5465 |

|  |

|  |

|  |

|  |

| 7437 |

|  |

|  |

|  |

|  |

| 7437 |

|  |

|  |

|  |

|  |

| 11186 |

|  |

|  |

|  |

|  |

| 11186 |

|  |

|  |

|  |

|  |

| 13766 |

|  |

|  |

|  |

|  |

| 13766 |

|  |

|  |

|  |

|  |

| 13597 |

|  |

|  |

|  |

|  |

| 13597 |

|  |

|  |

|  |

|  |

| 17229 |

|  |

|  |

|  |

|  |

| 17229 |

|  |

|  |

|  |

|  |

| 2229 |

|  |

|  |

|  |

|  |

| 2229 |

|  |

|  |

|  |

|  |

| 3670 |

|  |

|  |

|  |

|  |

| 3670 |

|  |

|  |

|  |

|  |

| 5465 |

|  |

|  |

|  |

|  |

| 5465 |

|  |

|  |

|  |

|  |

| 7437 |

|  |

|  |

|  |

|  |

| 7437 |

|  |

|  |

|  |

|  |

| 11186 |

|  |

|  |

|  |

|  |

| 11186 |

|  |

|  |

|  |

|  |

| 13766 |

|  |

|  |

|  |

|  |

| 13766 |

|  |

|  |

|  |

|  |

| 13597 |

|  |

|  |

|  |

|  |

| 13597 |

|  |

|  |

|  |

|  |

| 17229 |

|  |

|  |

|  |

|  |

| 17229 |

|  |

|  |

|  |

|  |

| 750 |

|  |

|  |

|  |

|  |

| 750 |

|  |

|  |

|  |

|  |

| 1243 |

|  |

|  |

|  |

|  |

| 1243 |

|  |

|  |

|  |

|  |

| 1773 |

|  |

|  |

|  |

|  |

| 1773 |

|  |

|  |

|  |

|  |

| 2036 |

|  |

|  |

|  |

|  |

| 2036 |

|  |

|  |

|  |

|  |

| 2899 |

|  |

|  |

|  |

|  |

| 2899 |

|  |

|  |

|  |

|  |

| 4069 |

|  |

|  |

|  |

|  |

| 4069 |

|  |

|  |

|  |

|  |

| 3762 |

|  |

|  |

|  |

|  |

| 3762 |

|  |

|  |

|  |

|  |

| 4471 |

|  |

|  |

|  |

|  |

| 4471 |

|  |

|  |

|  |

|  |

| 750 |

|  |

|  |

|  |

|  |

| 750 |

|  |

|  |

|  |

|  |

| 1243 |

|  |

|  |

|  |

|  |

| 1243 |

|  |

|  |

|  |

|  |

| 1773 |

|  |

|  |

|  |

|  |

| 1773 |

|  |

|  |

|  |

|  |

| 2036 |

|  |

|  |

|  |

|  |

| 2036 |

|  |

|  |

|  |

|  |

| 2899 |

|  |

|  |

|  |

|  |

| 2899 |

|  |

|  |

|  |

|  |

| 4069 |

|  |

|  |

|  |

|  |

| 4069 |

|  |

|  |

|  |

|  |

| 3762 |

|  |

|  |

|  |

|  |

| 3762 |

|  |

|  |

|  |

|  |

| 4471 |

|  |

|  |

|  |

|  |

| 4471 |

|  |

|  |

|  |

|  |

| 750 |

|  |

|  |

|  |

|  |

| 750 |

|  |

|  |

|  |

|  |

| 1243 |

|  |

|  |

|  |

|  |

| 1243 |

|  |

|  |

|  |

|  |

| 1773 |

|  |

|  |

|  |

|  |

| 1773 |

|  |

|  |

|  |

|  |

| 2036 |

|  |

|  |

|  |

|  |

| 2036 |

|  |

|  |

|  |

|  |

| 2899 |

|  |

|  |

|  |

|  |

| 2899 |

|  |

|  |

|  |

|  |

| 4069 |

|  |

|  |

|  |

|  |

| 4069 |

|  |

|  |

|  |

|  |

| 3762 |

|  |

|  |

|  |

|  |

| 3762 |

|  |

|  |

|  |

|  |

| 4471 |

|  |

|  |

|  |

|  |

| 4471 |

|  |

|  |

|  |

|  |

| 750 |

|  |

|  |

|  |

|  |

| 750 |

|  |

|  |

|  |

|  |

| 1243 |

|  |

|  |

|  |

|  |

| 1243 |

|  |

|  |

|  |

|  |

| 1773 |

|  |

|  |

|  |

|  |

| 1773 |

|  |

|  |

|  |

|  |

| 2036 |

|  |

|  |

|  |

|  |

| 2036 |

|  |

|  |

|  |

|  |

| 2899 |

|  |

|  |

|  |

|  |

| 2899 |

|  |

|  |

|  |

|  |

| 4069 |

|  |

|  |

|  |

|  |

| 4069 |

|  |

|  |

|  |

|  |

| 3762 |

|  |

|  |

|  |

|  |

| 3762 |

|  |

|  |

|  |

|  |

| 4471 |

|  |

|  |

|  |

|  |

| 4471 |

|  |

|  |

|  |

|  |

| 83 |

|  |

|  |

|  |

|  |

| 83 |

|  |

|  |

|  |

|  |

| 128 |

|  |

|  |

|  |

|  |

| 128 |

|  |

|  |

|  |

|  |

| 224 |

|  |

|  |

|  |

|  |

| 224 |

|  |

|  |

|  |

|  |

| 359 |

|  |

|  |

|  |

|  |

| 359 |

|  |

|  |

|  |

|  |

| 501 |

|  |

|  |

|  |

|  |

| 501 |

|  |

|  |

|  |

|  |

| 1126 |

|  |

|  |

|  |

|  |

| 1126 |

|  |

|  |

|  |

|  |

| 1046 |

|  |

|  |

|  |

|  |

| 1046 |

|  |

|  |

|  |

|  |

| 1460 |

|  |

|  |

|  |

|  |

| 1460 |

|  |

|  |

|  |

|  |

| 83 |

|  |

|  |

|  |

|  |

| 83 |

|  |

|  |

|  |

|  |

| 128 |

|  |

|  |

|  |

|  |

| 128 |

|  |

|  |

|  |

|  |

| 224 |

|  |

|  |

|  |

|  |

| 224 |

|  |

|  |

|  |

|  |

| 359 |

|  |

|  |

|  |

|  |

| 359 |

|  |

|  |

|  |

|  |

| 501 |

|  |

|  |

|  |

|  |

| 501 |

|  |

|  |

|  |

|  |

| 1126 |

|  |

|  |

|  |

|  |

| 1126 |

|  |

|  |

|  |

|  |

| 1046 |

|  |

|  |

|  |

|  |

| 1046 |

|  |

|  |

|  |

|  |

| 1460 |

|  |

|  |

|  |

|  |

| 1460 |

|  |

|  |

|  |

|  |

| 83 |

|  |

|  |

|  |

|  |

| 83 |

|  |

|  |

|  |

|  |

| 128 |

|  |

|  |

|  |

|  |

| 128 |

|  |

|  |

|  |

|  |

| 224 |

|  |

|  |

|  |

|  |

| 224 |

|  |

|  |

|  |

|  |

| 359 |

|  |

|  |

|  |

|  |

| 359 |

|  |

|  |

|  |

|  |

| 501 |

|  |

|  |

|  |

|  |

| 501 |

|  |

|  |

|  |

|  |

| 1126 |

|  |

|  |

|  |

|  |

| 1126 |

|  |

|  |

|  |

|  |

| 1046 |

|  |

|  |

|  |

|  |

| 1046 |

|  |

|  |

|  |

|  |

| 1460 |

|  |

|  |

|  |

|  |

| 1460 |

|  |

|  |

|  |

|  |

| 83 |

|  |

|  |

|  |

|  |

| 83 |

|  |

|  |

|  |

|  |

| 128 |

|  |

|  |

|  |

|  |

| 128 |

|  |

|  |

|  |

|  |

| 224 |

|  |

|  |

|  |

|  |

| 224 |

|  |

|  |

|  |

|  |

| 359 |

|  |

|  |

|  |

|  |

| 359 |

|  |

|  |

|  |

|  |

| 501 |

|  |

|  |

|  |

|  |

| 501 |

|  |

|  |

|  |

|  |

| 1126 |

|  |

|  |

|  |

|  |

| 1126 |

|  |

|  |

|  |

|  |

| 1046 |

|  |

|  |

|  |

|  |

| 1046 |

|  |

|  |

|  |

|  |

| 1460 |

|  |

|  |

|  |

|  |

| 1460 |

|  |

|  |

|  |

|  |

## DoctoresHonoris Causa
La Universidad Nacional de Entre Ríos ha distinguido a diferentes personalidades públicas de la Argentina y el extranjero con su máxima distinción académica: el doctorado honoris causa. Desde sus inicios, este reconocimiento es otorgado por la Universidad a aquellas personas nacionales o extranjeras, que hubieren realizado aportes de mérito en el campo científico, técnico, cultural, humanístico, artístico, social o político. 
| Año  | Personalidad Distinguida          | Observaciones                                                                                   |
| ---- | --------------------------------- | ----------------------------------------------------------------------------------------------- |
| 1986 | Paolo Emilio Taviani              | Historiador, economista y líder político italiano.                                              |
| 1986 | Viktor Frankl                     | Psiquiatra y neurólogo austríaco.                                                               |
| 2001 | Estela Barnes de Carlotto         | Activista argentina de derechos humanos y presidenta de la Asociación Abuelas de Plaza de Mayo. |
| 2007 | Joaquín Salvador Lavado «Quino» - | Humorista gráfico e historietista hispano-argentino.                                            |
| 2007 | Miguel Rojas Mix                  | Escritor e historiador chileno.                                                                 |
| 2010 | Néstor Kirchner                   | Presidente de la Nación Argentina (Reconocimiento post mortem).                                 |
| 2011 | León Gieco                        | Músico y cantautor popular argentino.                                                           |
| 2012 | Juan José Manauta                 | Escritor y poeta argentino.                                                                     |
| 2014 | Evo Morales                       | Presidente del Estado Plurinacional de Bolivia.                                                 |
| 2014 | Bernardo Kliksberg                | Economista, profesor y teórico de la Responsabilidad Social Empresaria.                         |
| 2015 | Osvaldo Bayer                     | Historiador, escritor y periodista anarquista argentino.                                        |
| 2016 | Ricardo Pahlen Acuña              | Contador público, profesor e investigador argentino.                                            |